# Земља наде
Земља наде (порт. Terra еsperanza) бразилска је теленовела, продукцијске куће Реде Глобо, снимана 2002.
У Србији је приказивана током 2003. и 2004. на Првом програму Радио-телевизије Србије.

## Синопсис
1931. година - Ћивита ди Бањоређо, градић у Италији, оптерећеној светском економском кризом, а и успоном фашизма. Млади Тони ужива у забрањеној љубавној вези са Маријом, кћерком г. Ђулијана, фашисте и отуд непријатеља своје породице која је била другачијег опредељења. Када то сазна његов отац Ђенаро, професор клавира, веома се наљути на сина, с којим је иначе био у честим неразумевањима, јер је Тони учио да свира клавир, али не и мелодије које је преферирао његов отац. Онемогућен да заради и да ожени своју љубав, Тони одлучује да оде. Опчињен причама свог стрица Ђузепеа, који је један део живота провео у Бразилу, бира баш ту дестинацију. Слама срце Марији, али обећава јој да ће доћи по њу када се ситуира. У његовој одлуци подржала га је само мајка Роза, која ускоро умире од туге за њим. Марију отац присилно удаје за велепоседника Мартина. Она рађа Тонијево дете, које Мартино признаје као своје. Иако без новца и ваљаних докумената, Тони успева да оствари свој сан и домогне се Бразила, земље наде. Тамо му најпре помаже Шпањолка Еулалија са својом породицом у Сао Паолу, а потом се запошљава као продавац у радњи г. Езекиела и тако упознаје његову ћерку Камилу, лепу Јеврејку, која проналази пут до његовог усамљеног срца. Од тада Тони живи растрзан између две љубави.
Свет још увек проживљава последице светске рецесије која је уследила после пропасти њујоршке берзе 1929. године. Сиромаштво Сједињених Држава и Европе се рефлектује и у Бразилу, где моћни барони кафе пролазе кроз економску кризу због малог потраживања зеленог злата, које је представљало богатство земље. У том контексту се развија и паралелна прича о породици Италијана Винћенца, дошљака у Бразилу који покушава да опстане на селу у тим нехуманим условима и одупре се притисцима локалне земљопоседнице Франциске. Међутим и ту се у све меша љубав, између Францискиног сина Мауриција и Винћенцове ћерке Катерине, али и између Винћенцовог сина Марчела и Францискине ћерке Беатрис. Љубав на крају побеђује и та се прича срећно завршава.
Тони проналази и упознаје Мадалену, љубав и невенчану супругу свог стрица, али и Нину, њену ћерку и своју сестру. Камила и он се венчавају, али она убрзо сазнаје за Марију и брак запада у кризу. Отац Ђенаро се након смрти жене, каје због свађа са сином и одлучује да и он напусти Италију и да га потражи у Бразилу. Игром случаја, тамо стиже и Мартино, пословно, али водећи са собом жену Марију и сина. Мартино страда у несрећном случају, а Марија проналази Ђенара који већ увелико тражи сина, радећи притом као пијаниста у ноћном клубу проститутке Жустине у Сао Паолу. Када коначно пронађу Тонија, саопштавају му да има сина, а он тада напушта Камилу и враћа се Марији. Међутим, Тони потпада под утицај политике и прикључује се покрету за радничка права у Бразилу. То га удаљава од породице, враћа се растрзаност између две љубави, Камила га поново привлачи себи, а Марија се разочарана враћа са сином у Италију. Када му, његовом кривицом, настрада и отац, Тони схвата све своје грешке, враћа се у Италију код Марије и коначно преузима улогу мужа и оца.

## Улоге
| Глумац:                 | Улога:                                   |
| ----------------------- | ---------------------------------------- |
| Рејналдо Ђанекини       | Антонио Тони Транквили                   |
| Ана Паула Аросио        | Камила, Тонијева прва жена               |
| Раул Кортез             | Ђенаро, Тонијев отац                     |
| Антонио Фагундез        | Ђулијано, Маријин отац                   |
| Марија Фернанда Кандидо | Нина, Тонијева сестра од стрица          |
| Жозе Мајер              | Мартино, Маријин први муж                |
| Присила Фантин          | Марија, Тонијева друга жена и прва љубав |
| Лаура Кардосо           | Мадалена, Тонијева стрина                |
| Габријела Дуарте        | Жустина, власница бордела                |
| Симоне Споладоре        | Катерина, Винћенцова ћерка               |
| Отавио Аугусто          | Маноло, Еулалијин отац                   |
| Отон Бастос             | Винћенцо                                 |
| Емилио Орсиоло Нето     | Марчело, Винћенцов син                   |
| Ређина Марина Доурадо   | Мариуса, власница пансиона               |
| Араси Естевес           | Констанца, Винћенцова жена               |
| Жезеле Итие             | Еулалија                                 |
| Зе Виктор Кастиел       | Гаетано, Катеринин удварач               |
| Оскар Маргини           | Умберто, власник фабрике текстила        |
| Мириам Фриланд          | Беатриз, Францискина ћерка               |
| Ранијери Гонзалез       | Маурицио, Францискин син                 |
| Луција Верисимо         | Франциска                                |
| Елијана Гутман          | Ципора, Камилина мајка                   |
| Жилберт Стеин           | Езекиел, Камилин отац                    |
| Денисе дел Већио        | Соледад, Еулалијина мајка                |
| Пауло Гуларт            | Фарина, Винћенцов први партнер           |
| Антонио Петрин          | Адолфо, Винћенцов други партнер          |
| Шерон Менезес           | Ђулија, слушкиња код Франциске           |
| Марелиз Родригез        | Исабела, радница у пансиону              |
| Данијел Лобо            | први студент, становник пансиона         |
| Мариз Гароез            | други студент, становник пансиона        |
| Осмар Прадо             | Жакобино, политички активиста            |
| Нуно Лопез              | Жозе Мануел, Нинин вереник               |
| Ева Вилма               | Роза, Тонијева мајка                     |
| Фернанда Монтенегро     | Луиза, Маријина бака                     |
| Валмор Чангас           | Ђузепе, Тонијев стриц                    |